# Travis Mathews
Travis Mathews (1975) è un regista, sceneggiatore e produttore cinematografico statunitense.

## Biografia
Inizia la sua carriera di regista e sceneggiatore realizzando la web serie di documentari In Their Room. Nel 2012 dirige il lungometraggio I Want Your Love, basato sull'omonimo cortometraggio diretto da Mathews nel 2010. La pellicola, contenente scene di sesso esplicito tra uomini, è stata presentata in vari festival cinematografici a tematica LGBT.
Nel 2013, assieme a James Franco, dirige Interior. Leather Bar., finto documentario che tenta di raccontare il dietro le quinte del controverso film del 1980 Cruising. Interior. Leather Bar. è stato presentato in anteprima al Sundance Film Festival 2013.
Al Festival di Berlino 2017 viene presentato il Discreet, candidato al Teddy Award. A maggio 2017, Mathews sarà presidente di giuria della Queer Palm nel corso del Festival di Cannes.
Mathews è apertamente gay e vive e lavora a San Francisco.

## Filmografia
- In Their Room (2009)
- I Want Your Love (2010) - cortometraggio
- In Their Room: Berlin (2011)
- I Want Your Love (2012)
- Interior. Leather Bar. (2013) - co-diretto con James Franco
- In Their Room: London (2013)
- Discreet (2017)